# Ybele Jelsma

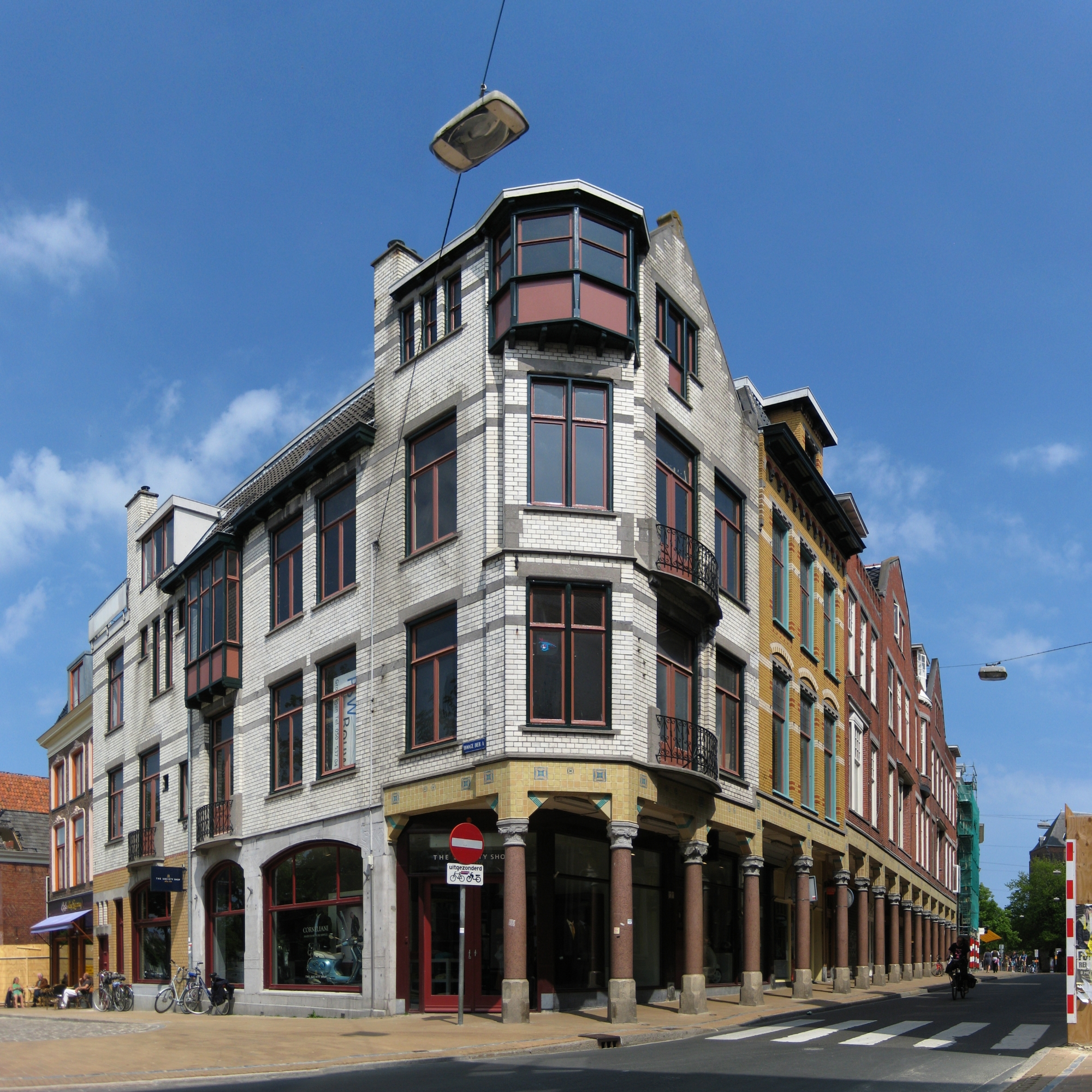
Door Jelsma ontworpen woon-winkelpand (1905) op de hoek van de Hoge der A en de Brugstraat in Groningen in 2010. Het maakt sinds 1909-'10 deel uit van een winkelgalerij, die werd ontworpen door P.M.A. Huurman (1863-1944).

Ybele Jelsma (Groningen, 20 november 1880 - Den Haag, 2 mei 1964) was een Nederlandse architect-aannemer, die werkzaam was in de provincie Groningen.
Jelsma was de zoon van een timmerman en een metselaarsdochter. Een door hem ontworpen woon-winkelpand aan de Brugstraat in Groningen (1905) heeft de status van rijksmonument, evenals een door hem gebouwd woonblok met een voormalige sociëteit en vier woningen in Winschoten (1906). Vijf herenhuizen aan de Oosterhaven in Groningen (1905-'07), die hij ontwierp met zijn collega P. van de Wint (1865-1940), zijn aangewezen als gemeentelijk monument.

## Werken (selectie)
- 1905: Woon-winkelpand aan de Brugstraat, Groningen[1]
- 1905-'07: Huizenblok aan de Oosterhaven, Groningen (met P. van der Wint)[2]
- 1906: Woonblok aan de Burg. Venemastraat, Winschoten[3]

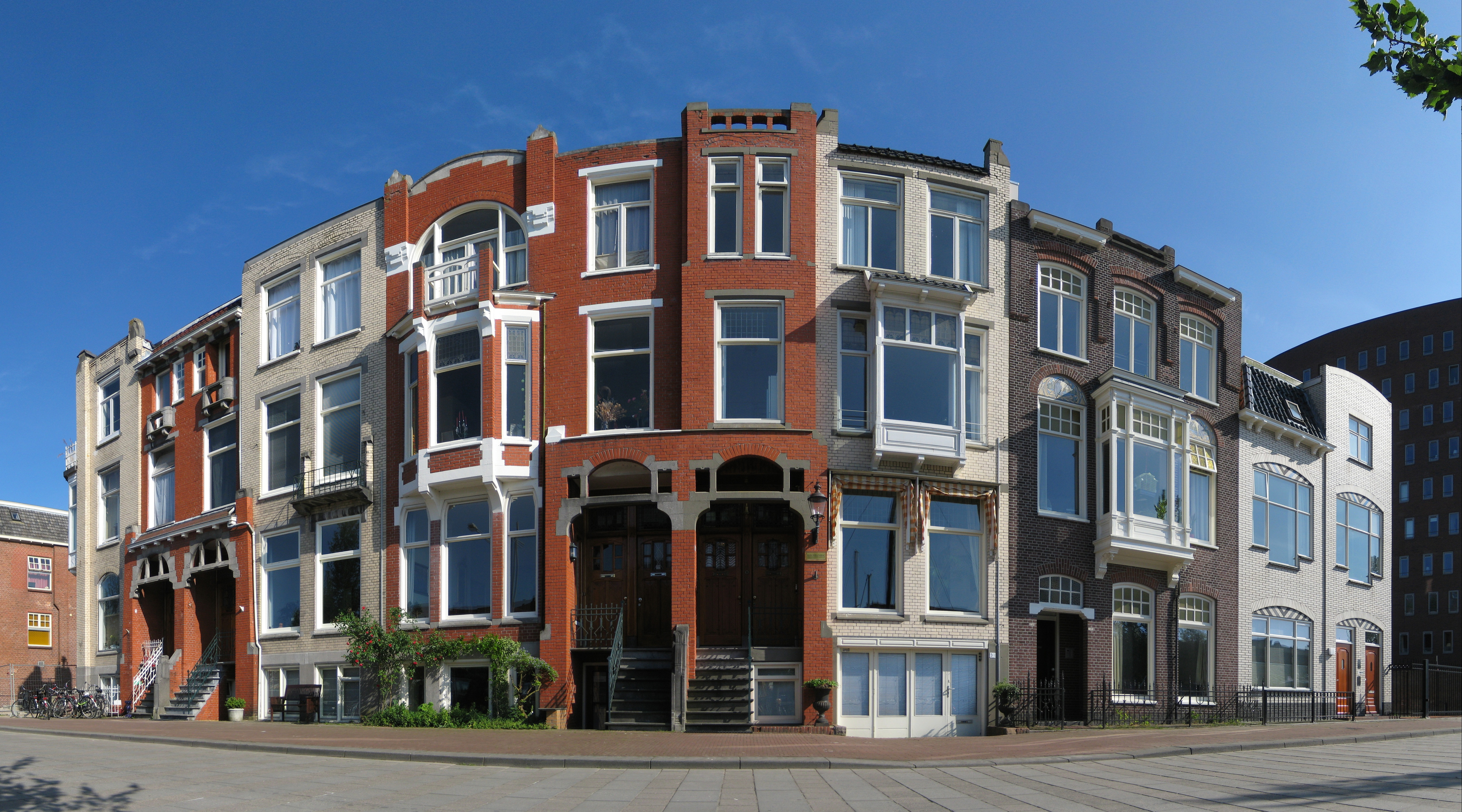
Huizenblok aan de Oosterhaven in Groningen (1905-'07), dat Jelsma ontwierp met zijn collega P. van de Wint. (2011)